# Gran Consiglio (Neuchâtel)

PDL: 8 seggi
PS: 21 seggi
Verdi: 19 seggi
PVL: 8 seggi
AdC: 4 seggi
PLR: 32 seggi
UDC: 8 seggi

Il Gran Consiglio del cantone di Neuchâtel (in lingua francese Grand Conseil du canton de Neuchâtel) è il parlamento del Cantone di Neuchâtel.

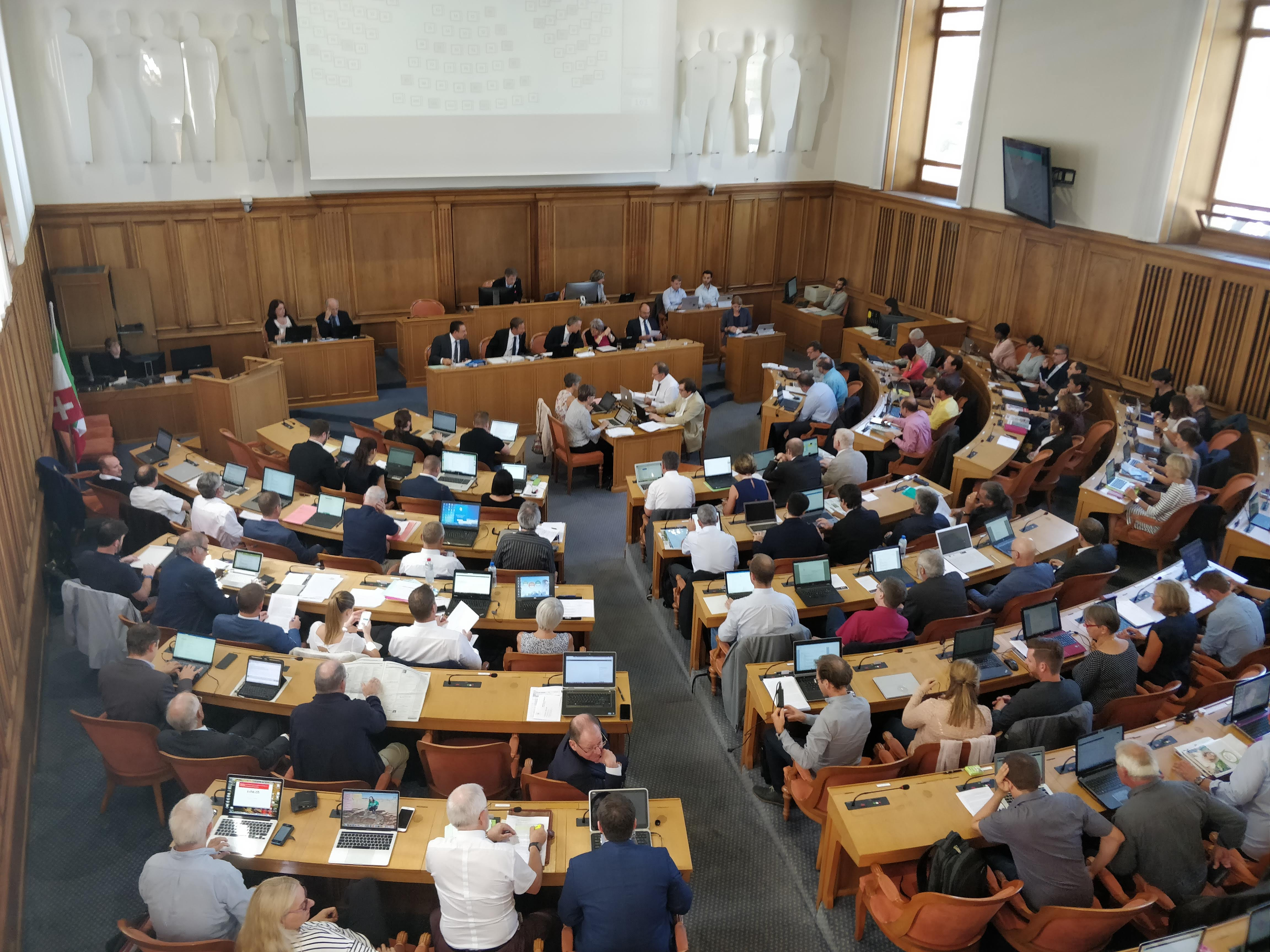
Emiciclo del Gran Consiglio del Cantone di Neuchâtel

     PDL: 8 seggi
     PS: 21 seggi
     Verdi: 19 seggi
     PVL: 8 seggi
     AdC: 4 seggi
     PLR: 32 seggi
     UDC: 8 seggi

## Elezione
L'elezione del Gran Consiglio avviene ogni 4 anni in contemporanea con quella del Consiglio di Stato.

## Ripartizione dei deputati

### 2021-2025 (51ª legislatura)
L'elezione del Gran Consiglio per la legislatura 2021-2025 si è svolta il 18 aprile 2021. Questa nuova legislatura vede il numero dei deputati passare da 115 a 100, eletti in un'unica circoscrizione elettorale a livello cantonale che sostituisce il vecchio sistema elettorale basato sui distretti. L'elezione è stata caratterizzata da un abbassamento dell'età media degli eletti, che passa a 44 anni contro i 48 della legislatura precedente.
L'elezione del 18 aprile 2021 segna inoltre un record storico per quanto riguarda il numero di donne in un parlamento cantonale svizzero che, per la prima volta nella storia del Gran Consiglio del cantone di Neuchâtel, sono in maggioranza con 58 deputate su 100 parlamentari totali. La lista solidaritéS non supera la soglia si sbarramento e non è più rappresentata nel Gran Consiglio.
Per la legislatura 2021-2025 la ripartizione dei seggi è la seguente:
- Partito Liberale Radicale (PLR): 32 seggi
- Partito Socialista (PS): 21 seggi
- I Verdi: 19 seggi
- Partito Verde Liberale (PVL): 8 seggi
- Unione Democratica di Centro (UDC): 8 seggi
- Partito Operaio e Popolare (PDL): 8 seggi
- Alleanza del Centro (AdC): 4 seggi

Gli eletti sono entrati in carica il 25 maggio 2021.